# Assaig de tracció

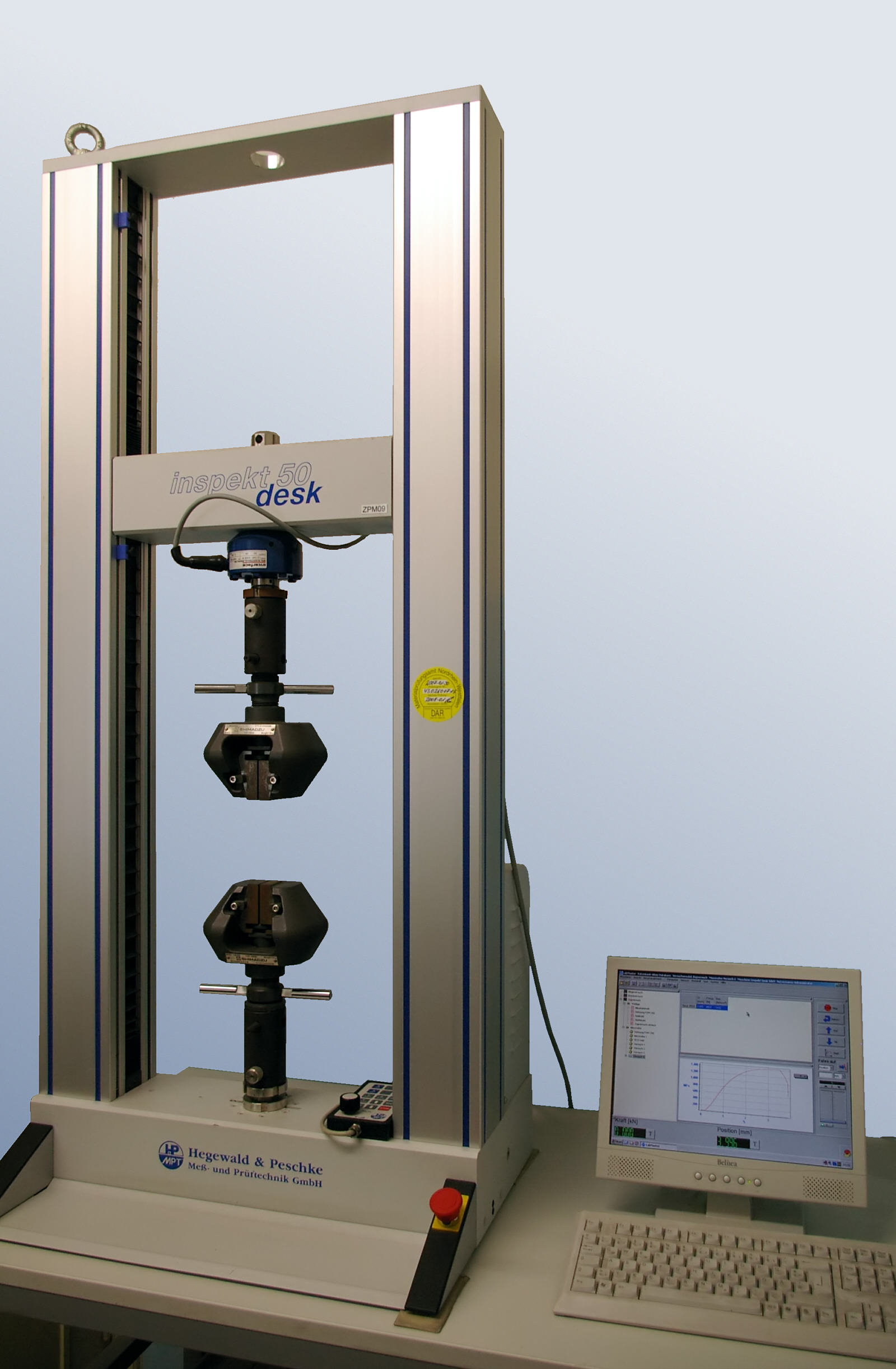
Màquina per determinar la resistència a la tracció de fils d'acer, amb un màxim de 50 kN de força de tracció

L'assaig de tracció d'un material consisteix a sotmetre a una proveta normalitzada realitzada amb dit material a un esforç axial de tracció creixent fins que es produeix el trencament de la proveta. En un assaig de tracció poden determinar-se diverses característiques dels materials elàstics (Alguns d'ells representats en la gràfica 3):
- Mòdul d'elasticitat o Mòdul de Young que quantifica la proporcionalitat anterior.
- Coeficient de Poisson que quantifica la raó entre l'allargament longitudinal i l'acurtament de les longituds transversals a la direcció de la força.
- Límit de proporcionalitat: valor de la tensió per sota la qual l'allargament és proporcional a la càrrega aplicada.
- Límit de fluència o límit elàstic aparent: valor de la tensió que suporta la proveta en el moment de produir-se el fenomen de la fluència. Aquest fenomen té lloc en la zona de transició entre les deformacions elàstiques i plàstiques i es caracteritza per un ràpid increment de la deformació sense augment apreciable de la càrrega aplicada.
- Límit elàstic (límit elàstic convencional o pràctic): valor de la tensió a la qual es produeix un allargament prefixat per endavant (0,2%, 0,1%, etc.) en funció de l'extensòmetre emprat.
- Càrrega de trencament o resistència a la tracció: càrrega màxima resistida per la proveta dividida per la secció inicial de la proveta.
- Allargament de trencament: increment de longitud que ha sofert la proveta. Es mesura entre dos punts la posició dels quals està normalitzada i s'expressa en tant per cent.
- Estricció: és la reducció de la secció que es produeix en la zona del trencament.

Normalment, el límit de proporcionalitat no sol determinar-se, ja que manca d'interès per als càlculs. Tampoc es calcula el Mòdul de Young, ja que aquest és característic del material, així, tots els acers tenen el mateix mòdul d'elasticitat encara que les seves resistències puguin ser molt diferents.

## Representació gràfica

Gràfica 1. Corba de tracció-deformació unitària, amb dues regions de comportament importants i el punt de trencament.

Gràfica 2. Comportament de quatre materials, I, II, III, IV. (I) solament elàstic, (II) visco-elàstic amb límit elàstic,(III) viscoleàstic sense llindar ; (IV) viscoplàstic.

La funció que relaciona l'esforç unitari aplicat i la deformació unitària d'una peça normalitzada de material homogeni té formes molt diverses. La forma de la gràfica dona informació sobre el comportament del material que s'ha sotmès a prova (Comportament fràgil, viscós, elàstic, resistent, resilient...). Les gràfiques 1 i 5, indiquen que els materials analitzats solen tenir dues regions diferents, una elàstica, i una plàstica, segons la magnitud de les tensions de tracció aplicades. La gràfica 2, indica que els materials diferents tenen gràfiques diferents.

## Corba Tensió-deformació
Es coneix com la corba tensió-deformació a la relació plasmada gràficament entre la tensió i la deformació que mostra un material. És única per un material donat i es troba mirant el valor de la quantitat de deformació (allargament) a diferents intervals de càrrega de tracció o compressió. Aquestes corbes revelen moltes de les propietats d'un material, com ara el mòdul d'elasticitat E (altrament dit mòdul de Young).
Les corbes de tensió-deformació dels diversos materials varien molt i, de fet, els assajos fets sobre un mateix material pot donar diferents resultats segons les condicions de temperatura i la velocitat de la càrrega. Tot i això, és possible distingir característiques similars en grup de materials de propietats semblants. Les dues categories més grans en què es poden dividir els materials són els materials dúctils i els materials fràgils.

Gràfica 3. Exemple de corba tensió-deformació típica. La tensió es dibuixa en funció de la deformació unitària. Quatre punts singulars representants:
1: Límit elàstic real
2: Límit de proporcionalitat
3: Límit elàstic
4: Límit de fluència

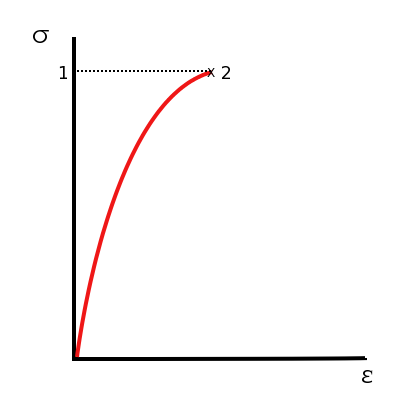
Gràfica 4. Corba de tensió-deformació d'un material fràgil (no hi ha zona elàstica)
Gràfica 5. Zona lineal i no lineal i punts de fluència i fractura